# Peter Weingartner
Peter Weingartner (även benämnd Weingärtner), född 14 juni 1913 i Putinci, död 13 december 1945 i Hameln, var en SS-Hauptscharführer och dömd krigsförbrytare.

## Biografi
I april 1941 angrep Tyskland Jugoslavien och Weingartner hamnade i krigsfångenskap, ur vilken han släpptes tämligen omgående. I slutet av 1942 inkallades han i Waffen-SS och genomgick tre månaders utbildning till lägervakt. Han kom senare att tjänstgöra som Blockführer (ungefär "barackchef") i kvinnolägret i Auschwitz-Birkenau. Vid evakueringen av Auschwitz-Birkenau i januari 1945 flydde Weingartner och fick inom kort samma uppgift i Bergen-Belsen.
Den 15 april 1945 befriades Bergen-Belsen av brittiska trupper, som i lägret påträffade drygt 10 000 döda och omkring 60 000 överlevande. Lägerpersonalen kommenderades att begrava alla lik i massgravar. Weingartner greps och förhördes av brittisk militär. Den 17 september ställdes han och 44 tidigare lägervakter inför rätta vid Belsenrättegången. Den 17 november avkunnade domstolen sina domar: Weingartner och tio andra åtalade dömdes till döden genom hängning.
Tillsammans med Josef Kramer, Irma Grese, Elisabeth Volkenrath, Juana Bormann, Fritz Klein, Franz Hössler, Karl Francioh, Franz Stofel, Anchor Pichen och Wilhelm Dörr avrättades Weingartner den 13 december 1945. Skarprättare var Albert Pierrepoint.

### Webbkällor
- ”Hauptscharführer Peter Weingartner” (på engelska). BergenBelsen.co.uk. Arkiverad från originalet den 27 juni 2014. https://www.webcitation.org/6QeVdPy0p?url=http://www.bergenbelsen.co.uk/pages/Staff/Staff.asp?CampStaffID=63. Läst 27 juni 2014.